# Ohleadiv, Radehiv
Ohleadiv (în ucraineană Оглядів) este localitatea de reședință a comunei Ohleadiv din raionul Radehiv, regiunea Liov, Ucraina.

## Demografie
Componența lingvistică a localității Ohleadiv
     Ucraineană (99,92%)
     Alte limbi (0,08%)
Conform recensământului din 2001, majoritatea populației localității Ohleadiv era vorbitoare de ucraineană (99,92%), existând în minoritate și vorbitori de alte limbi.